# Karl Hagemeister
Karl Hagemeister (Werder, 12 mars 1848 - Werder, 5 août 1933) est un peintre paysagiste allemand marqué par l'impressionnisme et qui a été l'un des fondateurs de la Sécession berlinoise.

## Biographie
Fils d'un producteur de fruits, il a manifesté un intérêt précoce pour la nature et les forêts humides de sa petite enfance. Il a fait des études d'instituteur à Köpenick, puis il a enseigné dans une école primaire de Berlin, où il a attiré l'attention du peintre paysagiste Ferdinand Bellermann (1814-1889), qui l'avait vu travailler dans le parc du château de Schönhausen.
Bellermann a convaincu Hagemeister d'abandonner son projet de devenir professeur de dessin et d'être plutôt un artiste ; il l'a aidé à obtenir une place dans l'atelier de Friedrich Preller. De 1871 à 1873, Hagemeister a reçu une formation classique à l'École princière libre de dessin dirigée par Preller, où il a découvert la sphère des couleurs de Philipp Otto Runge et le Traité des couleurs de Goethe, qui ont tous deux eu une grande influence sur sa pensée.

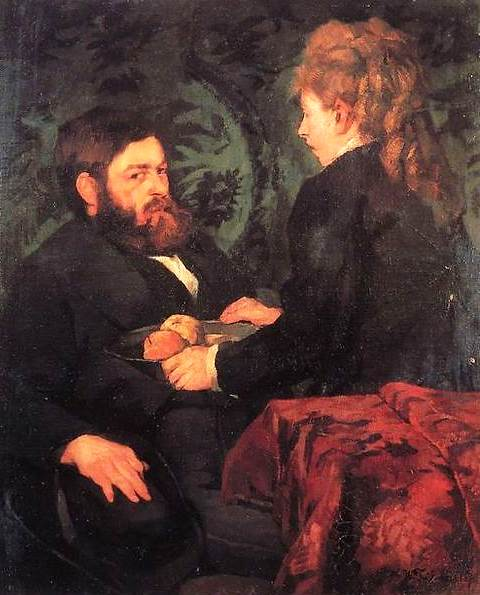
Karl Hagemeister avec un modèle (Adam et Eve en costume), par Wilhelm Trübner (1873).

À partir de 1873, il s'est lancé dans une longue série de voyages d'études, durant lesquels il est devenu l'ami des peintres Carl Schuch et, plus tard, Wilhelm Trübner. Tous trois ont passé un an à étudier les Vieux Maîtres aux Pays-Bas, puis Hagemeister est parti en Italie, où il est resté jusqu'en 1876, date à laquelle il est revenu à Werder. Par la suite, il a voyagé dans toute l'Allemagne à la recherche de sujets, et il a commencé à introduire des personnages dans ses paysages, employant des servantes et des fermiers comme modèles.
En 1884, Schuch a persuadé Hagemeister de l'accompagner à Paris, où ils ont été pour la première fois en contact avec l'école de Barbizon. Ce voyage a aussi marqué la fin de leur amitié, apparemment parce que Schuch était jaloux des progrès plus rapides du style de Hagemeister.

### Carrière tardive
De retour à Werder, Hagemeister a de plus en plus abandonné la peinture à l'huile pour travailler avec des pastels gras. Bien qu'il ne soit jamais devenu formellement professeur d'art, il n'a jamais repoussé quelqu'un qui souhaitait ses conseils. Il a plus tard été un des fondateurs de la Sécession berlinoise. En 1912, il a donné des leçons privées au prince Friedrich Leopold de Prusse (1895-1959) à la demande de celui-ci.
Il a beaucoup exposé et en 1913, il a reçu l'Ordre du mérite pour les Sciences et les Arts de Bavière. L'année suivante, il a été nommé « Professeur royal de Prusse », un titre honorifique qui n'impliquait aucun enseignement. Deux ans plus tard, la maladie l'a contraint de cesser de peindre. Presque tout ce qu'il avait gagné a disparu dans la période d'hyperinflation qui a suivi la Première Guerre mondiale. En 1923, il a été nommé membre de l'Académie des arts de Berlin. Il ne s'est jamais vraiment remis de sa maladie et est mort dans la ferme familiale, où il vivait avec son frère.

## Quelques peintures

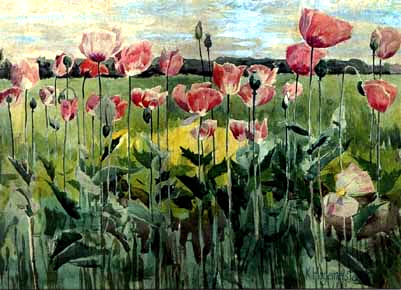
Champ de pavots (1875)
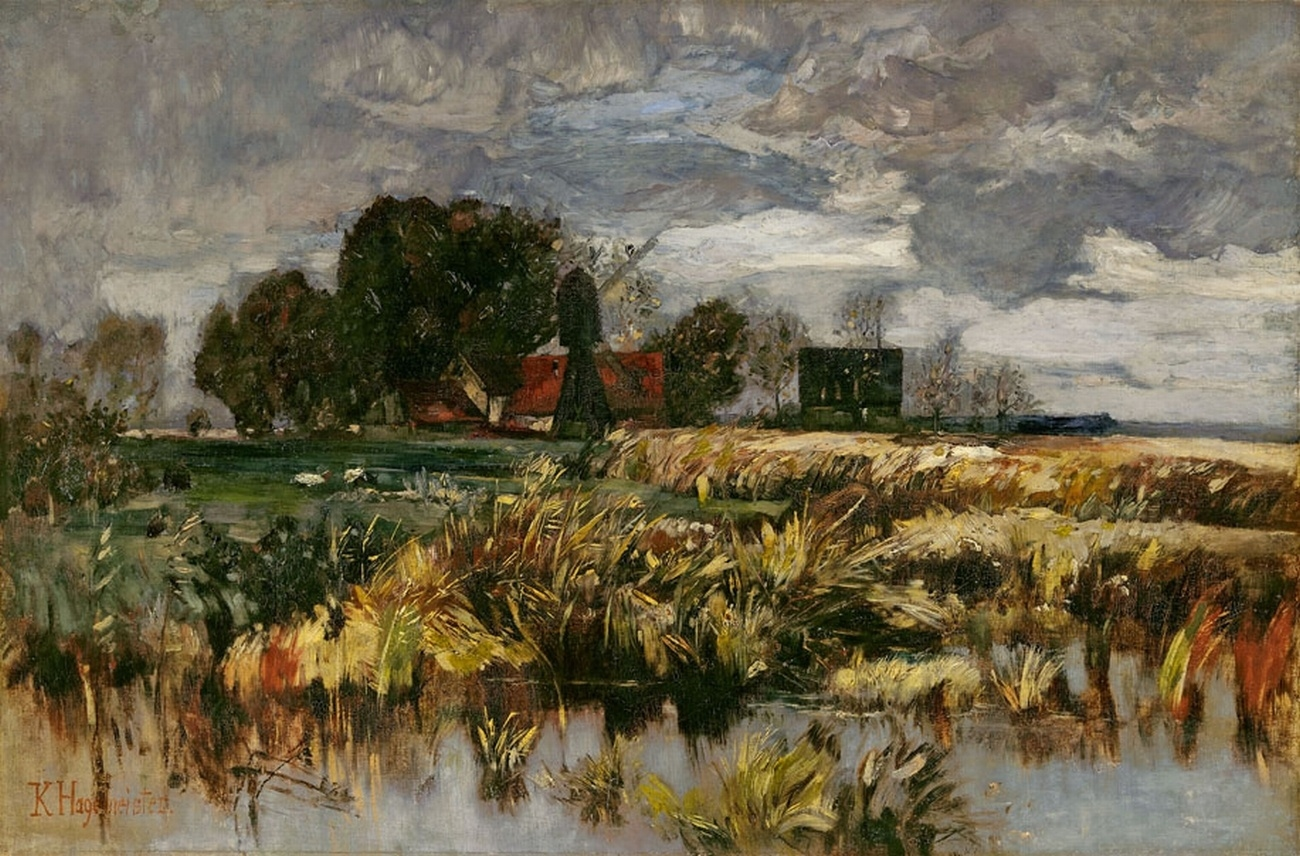
Paysage avec un moulin à vent (c.1880)
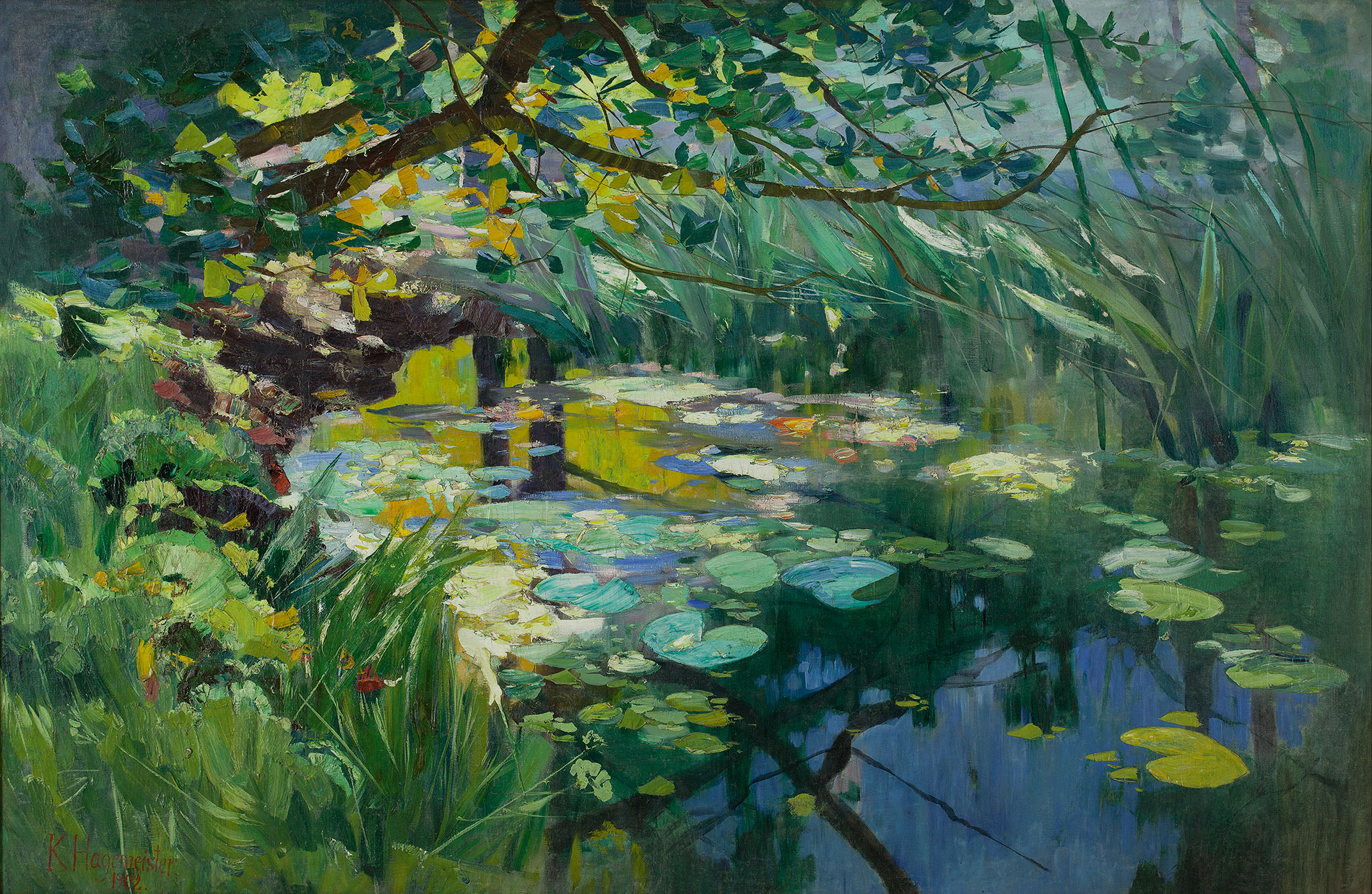
Étang dans le marais (1902)
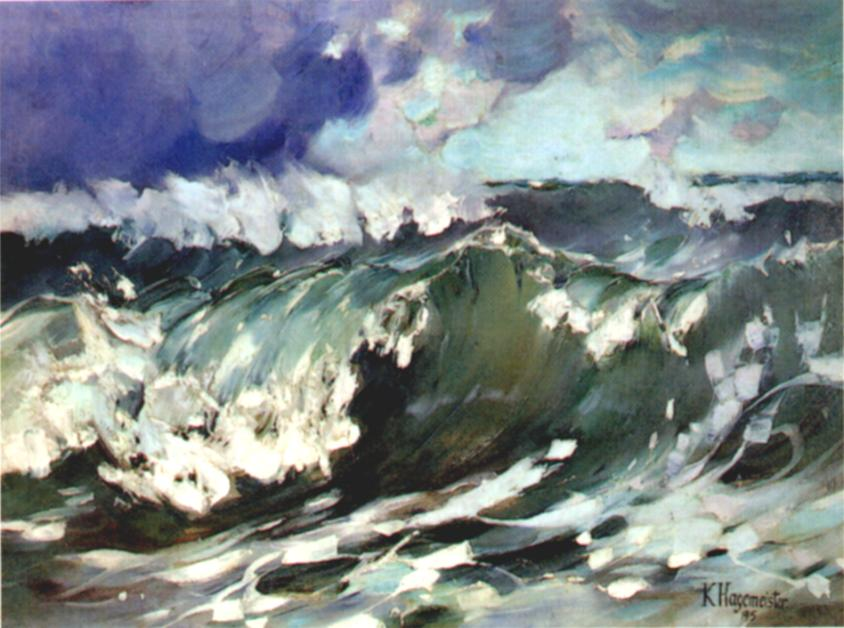
Vagues dans une tempête (1915)

## Textes de Hagemeister
- Carl Schuch. Sein Leben und seine Werke (Carl Schuch, Sa vie et son œuvre), Cassirer, Berlin 1913
- Kleine Selbstbiographie (Petite autobiographie), Werder, 1928